# Marco Thiede
Marco Thiede (Augusta, 20 maggio 1992) è un calciatore tedesco, difensore del Darmstadt.